# Землетрясение в Хормозгане (2010)
Землетрясение магнитудой 5,8 произошло 20 июля 2010 года в 19:38:09 (UTC) в южном Иране, в 54 км к северо-северо-западу от города Киш (остан Хормозган). Гипоцентр землетрясения располагался на глубине 10,0 километров. Интенсивность землетрясения составила V по шкале Меркалли.
Землетрясение ощущалось на острове Кешм, а также в Бахрейне: Манама, Мухаррак. Подземные толчки ощущались также в Дубае (Объединённые Арабские Эмираты), Абу-Даби, Шардже, а также в Дохе (Катар).
В результате землетрясения в провинции Фарс 1 человек погиб, 70 получили ранения. В городе Ламерд около 50% зданий было повреждено. Экономический ущерб в результате двух землетрясений составил 30,03 млн долларов США.

## Афтершок

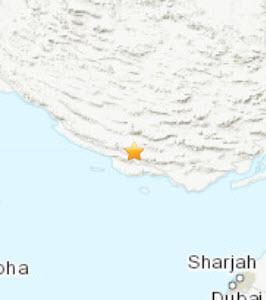
Карта подземных толчков во время афтершока 20 июля 2010

Через 12 минут после основного толчка, 20 июля 2010 года в 19:50:10 UTC произошёл афтершок магнитудой 5,1. Эпицентр землетрясения находился в 59,1 км к северо-северо-западу от города Киш. Гипоцентр землетрясения располагался на глубине 10 км.

## Тектонические условия региона
Не менее четырёх тектонических плит (Аравийская, Евразийская, Индостанская и Африканская) и один меньший тектонический блок (Анатолийская плита) ответственны за сейсмичность и тектонику на Ближнем Востоке и в окружающем регионе. Геологическое развитие региона является следствием ряда тектонических процессов первого порядка, которые включают субдукцию, крупномасштабные трансформные разломы, поднятие и расширение земной коры.
На востоке в тектонике преобладает столкновение Индийской плиты с Евразией, приводящее к подъему горных цепей Гималаев, Каракорума, Памира и Гиндукуша. Под Памиром и горами Гиндукуша на севере Афганистана землетрясения происходят на глубине до 200 км в результате остаточной литосферной субдукции. Вдоль западного края Индийской плиты относительное движение между Индией и Евразией происходит в сдвигах, взбросах, и перекрёстно-параллельных наслоениях, в результате чего, например, комплекс Сулеймановых гор представляет собой складчато-надвиговый пояс. Основной разлом в этом регионе — разлом Чаман в Афганистане.
У южного побережья Пакистана и Ирана жёлоб Макран является поверхностным выражением активной субдукции Аравийской плиты под Евразию. К северо-западу от этой зоны субдукции столкновение между двумя плитами образует складчатые пояса длиной около 1500 км и складчато-надвиговый пояс гор Загрос, которые пересекают весь западный Иран и распространяются в северо-восточном Ираке.
В тектонике в восточном средиземноморском регионе преобладают сложные взаимодействия между плитами Африки, Аравии и Евразии и блоком Анатолии. Доминирующими структурами в этом регионе являются: Рифт Красного моря — центр расширения земной коры между Африканской и Аравийской плитами; Рифт Мёртвого моря — крупный разлом со смещением по простиранию, в котором также происходит относительное движение между Африканской и Аравийской плитами; Северо-Анатолийский разлом — правосторонний сдвиговый разлом в северной Турции, обеспечивающий большую часть поступательного движения Анатолийской плиты в западном направлении относительно Евразии и Африки; и Кипрская дуга — конвергентная граница между Африканской плитой на юге и Анатолийской плитой на севере.